# Ford Escort
El Ford Escort és un automòbil del segment C desenvolupat per Ford Motor Company Europa entre 1968 i 2000. Va existir també una versió nord-americana del model, fabricada per la divisió americana, però no va gaudir de l'èxit rotund dels seus germans europeus.

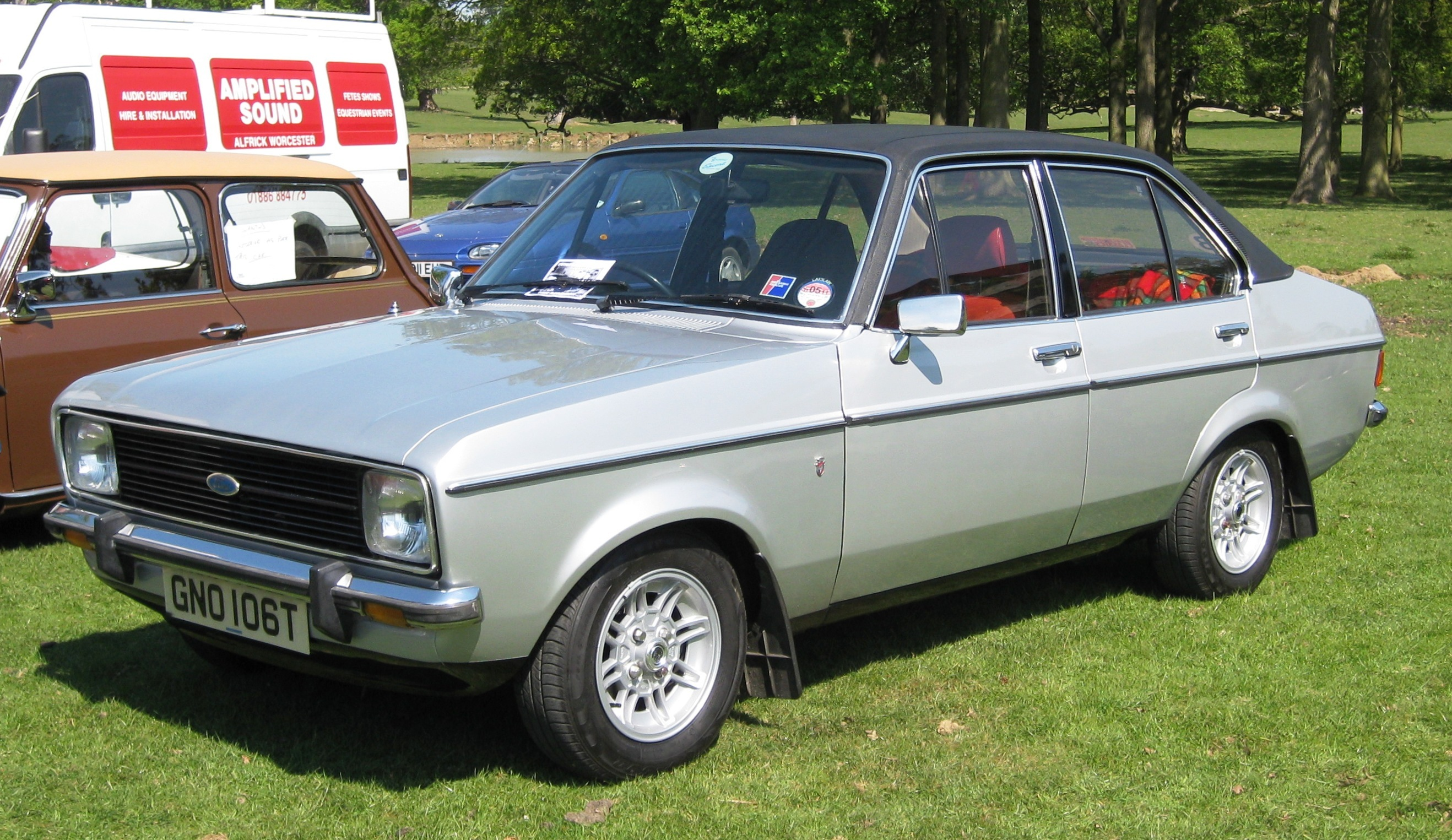
Ford Escort Mk II (1979)

El Ford Escort europeu va néixer el 1968 com un projecte europeu de Ford, on van estar implicades tant la divisió britànica (on substituiria a l'Anglia 105I) com l'alemanya, on crearia un nou mercat. Aquell Escort, de fars rodons i disseny aerodinàmic, tenia motors de quatre cilindres d'entre 1.000 i 1.600 centímetres cúbics, denominats Kent de flux creuat. La sèrie twicam anava equipada amb un motor Lotus de 8 vàlvules, amb doble eix de levas i capaç de lliurar 120HP: va tenir èxit tant de vendes com a les carreres, i guanyà en el seu debut, al Circuit Internacional d'Irlanda, a mans de Roger Clark.
El 1973 el Ford Escort faria grans canvis en la seva estructura i el 1974 és llançat el model MK2, que continuaria fins a inicis de 1984.
Va destacar especialment la nova remodelació de 1986, que aplicava algunes corbes quan la tendència era la de dissenyar cotxes quadrats. L'any 1989 va sortir una nova versió que va servir com a base per al Ford Escort RS2000 que utilitzaria Carlos Sainz. El 1993 s'hi van fer lleugers retocs estètics i el 1995 es va presentar una nova imatge, amb moltes més corbes que el model anterior: aquest model s'assemblava molt al model MKI de 1968. Aquestes noves edicions de l'Escort van ser propulsats per motors Ford DOHC ZETEC, amb cilindrades de 1600 a 2000cc amb un lliurament de 120HP a 180HP, alhora que la gamma Orion s'integrava de nou en la saga Escort. Ford va donar per conclosa la seva producció europea el 21 de juliol de l'any 2000, quan va llançar el Ford Focus.

## Període 1980-1986

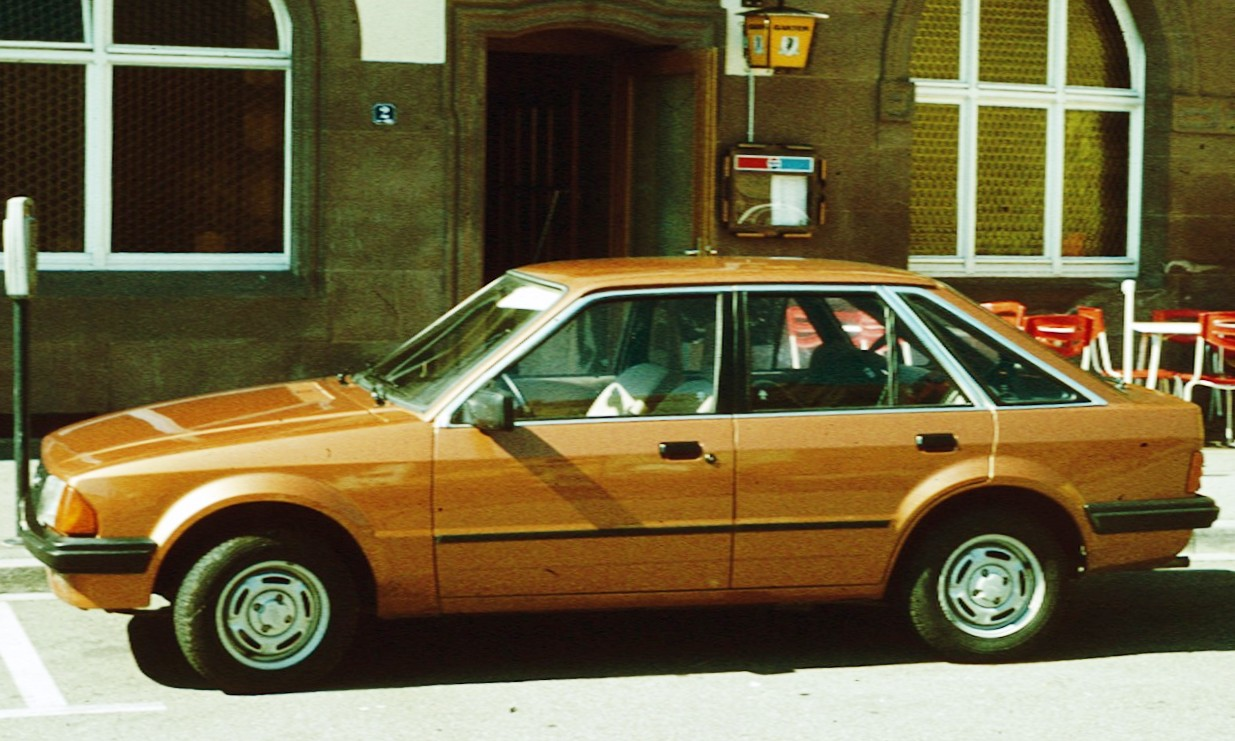
Ford Escort III

El setembre del 1980 apareix la tercera generació de l'Escort, que al contrari que les dues anteriors disposava de tracció davantera. Aquesta nova generació no era tan sols una reestilització de les anteriors, sinó que partia d'una base completament diferent, incloent nous motors i una suspensió completament independent en les 4 rodes. El nom que va rebre l'automòbil durant la seva etapa de desenvolupament va ser "Erika". La seva comercialització a Europa va començar el 1980, i a Espanya, a la darreria de l'any 1981. Per aquest motiu, Ford va aprofitar també per introduir algunes modificacions en la gamma Fiesta, així com en els models superiors (Taunus i Granada), que eren d'importació. El 1981 l'Escort III va ser nomenat Cotxe de l'Any a Europa, i a l'any següent, cotxe de l'Any a Espanya.
Entre les carrosseries disponibles es troben versions de 3 portes, de 5 portes, familiar i una novetat respecte a la segona generació: una versió descapotable. A més a més, el 1983 es va posar a la venda una versió de 4 portes denominada "Orion". L'Escort va competir amb el Talbot Horizon, SEAT Ritmo i Ronda, i Renault 14 i 11, fonamentalment. El 1986, l'Escort III va ser reestilitzat per adaptar-lo a la dura competència en aquest segment del mercat (sent venut com Escort IV, que era bàsicament el mateix automòbil). Per al mercat espanyol, les versions de 5 portes estaven fabricades a la fàbrica valenciana d'Almussafes. Els models XR3 i el XR3i s'importaven.

### Mecànica
Entre les motoritzacions de gasolina disponibles a l'Escort III, es partia d'un motor 1.1 L (motor València), passant pels moderns motors CVH, de 1.3 L i 1.6/1.6i L, fins a arribar a un 1.6 L amb turbo que apareixeria al final de 1984. En motoritzacions dièsel, només es disposava d'un 1.6 L. Estava disponible en acabats L (1.1 i 1.3), GL (1.1, 1.3 i 1.6) i Ghia (1.3 i 1.6).
Les transmissions disponibles eren una Ford BC4 manual de 4 velocitats, una Ford BC5 manual de 5 velocitats, o una Ford ATX automàtica de 3 velocitats.